# Mačo
Mačo ili macho je posuđenica iz španjolskoga jezika koja označava muškarca koji se očituje prekomjernom muškošću ili snažnim unutarnjim osjećajem muškosti i ponosa koje naglašava i prikazuje (ponekad često i pretjerano) prema van.
Mačoi uglavno vjeruju u superiornost muškaraca nad ženama i da je "ženama mjesto u kući".
Mačo pretpostavlja suprotnost mekušca.

## Regionalne i kulturološke razlike u konotacijama
U nekim dijelovima svijeta pojam se rabi pejorativno ili kao psovka.
Međutim, npr. u Meksiku riječ ima pozitivne konotacije. Mačo se tamo smatra prepoznatljivim čovjekom. Slično je u mnogim zemljama u Srednje i Južne Amerike.
Stav mača u zemljama poput Koreje, Rusije i u brojnim muslimanskim zemljama često se smatra prihvatljivim ili poželjnim.

## Uporaba u španjolskom jeziku
U španjolskom se jeziku pojam "macho" primjenjuje na životinje samo da bi ih se označilo "muškim", kao suprotnost za riječ "žena" ("hembra").

## Konotacije na hrvatskome jeziku
Pojmu "mačo" obično se pripisuju sljedeće osobine:
- Konzervativan način razmišljanja (npr. "žene spadaju u kuhinju!")
- Uvredljivo, razmaženo i agresivno ponašanje
- Narcizam
- Grubo i bahato ponašanje
- Praksa rituala borbe za vlast ili natjecanja (npr. hrvanje, nezakonite ulične utrke automobilima)
- Tendencija iskazivanjem predmetima koji bi trebali služiti podizanju prestiža ili statusnih simbola (kao što je impozantan automobil, motocikl, nakit)
- Osobito mačo ponašanje pripisuje se često različitim supkulturama kao primjerice kod bildera, huligana, hip-hop scene, skinheads scene itd.